# パキスタン正義運動
パキスタン正義運動（パキスタンせいぎうんどう、ウルドゥー語: پاکستان تحريک انصاف（Pakistan Tehreek-e-Insaf、略称PTI）; Pakistan Movement for Justice）は、パキスタンの中道政党。パキスタン正義のための運動と書かれる場合もある。

## 概要
1996年4月25日、ラホールにおいて、クリケット選手として国民的英雄であり篤志家でもあるイムラン・カーンによって創設された。反汚職、現状打破、共同体主義、イスラーム的かつ現代的な福祉国家の建設などを掲げ、中道で穏健なスタンスながら反体制政党の色彩が濃い。ほかに封建主義の根絶、完全な司法権の独立、脱中央集権、パキスタン軍への文民統制などを掲げるが、パキスタンの核兵器については維持を主張、また対テロ戦争についてはアメリカ軍のパキスタン領内での一切の活動を拒否し、カシミール問題についても強硬な姿勢を見せるなど、パキスタン民族主義的かつポピュリスト的な面もある。
長らく小政党にとどまっていたが、2013年総選挙では30議席以上を獲得する躍進を遂げた。ナワーズ・シャリーフと並んで首相候補に挙げられていたが、それにはおよばなかった。

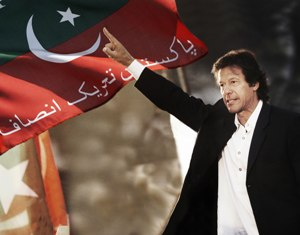
イムラン・カーンを前面に押し出すパキスタン正義運動のポスター

パキスタンの他の政党が特定の一族に牛耳られていることが多いなかで「特定の一族の政党ではない」ことを強調するなど正論を吐くことが多いため、政敵も多い。2013年下院総選挙の直後には選挙の開票をめぐる混乱が続くなか、ザラ・シャヒド・フセイン副党首が何者かに暗殺される事件も起きている。
2018年7月25日の総選挙では1政党としてパキスタン史上最多となる1690万票を獲得し、ほかの5党と連立政権を形成。8月18日に党首のカーンが首相に就任した。しかし、2022年4月に首相への不信任決議案が可決され、政権は崩壊した。翌年5月にはカーンが汚職の疑いで身柄を拘束され、これをうけて同年12月にカーンの法廷弁護人のゴハル・アリー・カーンが本人の意向を受ける形で後任の党首に選出された。
2024年2月8日に執行された総選挙には、選挙法で義務づけられた党首や幹部を選出するための党内選挙を実施しなかったため、選挙管理委員会から参加が認められなかった。そのため、党関係者は無所属として立候補し、その結果264議席中93議席を獲得して議会内最大勢力は維持した。しかし、与党のパキスタン・ムスリム連盟ナワーズ・シャリーフ派 (PML-N) が75、パキスタン人民党 (PPP) が54議席を獲得し、2月13日にPML-NとPPPなど6党が連立政権樹立で合意したため、政権奪回には失敗した。この総選挙では、直後にパキスタン正義運動とPML-Nの双方が勝利宣言するなど混迷を極めた。